# Getulio Vargas (Uruguay)
Getulio Vargas es una localidad uruguaya del departamento de Cerro Largo, municipio de Río Branco. Lleva el nombre de quien fuera Presidente de Brasil entre 1930 y 1945 y entre 1951 y 1954.

## Ubicación
La localidad se encuentra situada, en la zona sureste del departamento de Cerro Largo, próximo a las costas de la cañada de Santos, y junto a la estación de ferrocarril de igual nombre de la línea Treinta y Tres-Río Branco. Se accede a ella a la altura del km 391 de la ruta 18, de la cual dista 7 km.

## Población
De acuerdo al censo de 2011 la localidad contaba con una población de 28 habitantes.
| 28            |
| (Fuente: INE) |